# Tomato Torrent
Tomato Torrent là trình khách BitTorrent chỉ chạy trên hệ điều hành Mac OS X. Tomato Torrent là một phân nhánh của Mainline, phiên bản hiện nay yêu cầu hệ điều hành Mac OS X 10.2 hoặc mới hơn.